# Santuario di Nostra Signora Immacolata Regina del Sertão
Il Santuario di Nostra Signora Immacolata Regina del Sertão è un luogo di culto cattolico situato a 12 km dal centro di Quixadá, nello stato del Ceará. Si trova a circa 550 m sul livello del mare, sul Morro do Urucu.
Fu progettato e costruito dall'allora vescovo di Quixadá, Dom Adélio Tomasin. I lavori iniziarono nel 1988 con la costruzione della strada di accesso al pianoro dove sarebbe sorta la chiesa. Nel 1993 fu posta la prima pietra e l'11 febbraio 1995 ebbe luogo l'inaugurazione.

## Descrizione
All'interno si trovano pannelli con immagini della Vergine Maria con il nome con cui è venerata in ventisette paesi dell'America Latina. Man mano che si sale sul monte, si possono osservare le stazioni religiose, con statue alte 1,80 m, raffiguranti la Passione e la Resurrezione di Cristo.
Il santuario divenne un punto di pellegrinaggio per i fedeli del Ceará e di altri stati. Ogni fine settimana devoti e visitatori visitano il luogo che dispone anche di una cappella per la preghiera, uno spazio per ritiri religiosi e un ristorante (da cui si possono ammirare i monoliti, le lagune e la vegetazione locale), hotel, auditorium e libreria.